# ميشاي روتشوفان
ميشاي روتشوفان (بالتايلندية:มีชัย ฤชุพันธุ์) مواليد 2 فبراير 1938م في بانكوك هو رئيس مجلس الوزراء التايلاندي المؤقت تم تعينة بعد أنقلاب عسكري استمر تعينة بمنصب رئيس الوزراء 17 يوم فقط في الفترة من 24 مايو 1992 وحتى العاشر يونيو 1992 وعين كرئيس المجلس التشريعي المؤقت المخول بصياغة الدستور الجديد.